# Confederação Brasileira de Basketball
Der Brasilianische Basketballverband ist der offizielle Basketballverband in Brasilien. Er hat seinen Sitz in Rio de Janeiro.

## Geschichte und Aufgaben
Der Verband wurde 1933 gegründet und ist seit 1935 Mitglied der Fédération Internationale de Basketball (FIBA) und ist damit auch Mitglied der FIBA Amerika. Präsident des Verbandes ist zur Zeit Marcelo Sousa. Sein Generalsekretär ist Carlos Fontenelle.
Der Verband ist für die Organisation, Leitung und Entwicklung des Basketballsports in Brasilien verantwortlich. Der Verband vertritt den Basketballsport gegenüber Behörden sowie nationalen und internationalen Sportorganisationen.
Zusätzlich verteidigt der Verband auch die moralischen und materiellen Interessen des Brasilianischen Basketballs. Der Verband organisiert die Nationale Meisterschaft und ist für die Brasilianische Basketballnationalmannschaft und die Brasilianische Basketballnationalmannschaft der Damen verantwortlich.

## Infos zum Verband
| Kriterium               | Fakten            |
| ----------------------- | ----------------- |
| Gründungsjahr           | 1933              |
| Jahr des FIBA-Beitritts | 1935              |
| Kontinental Verband     | FIBA-Amerika      |
| Sitz des Verbandes      | Rio de Janeiro    |
| Präsident               | Marcelo Sousa     |
| Generalsekretär         | Carlos Fontenelle |
| Höchste Liga            |                   |
| Sonstiges               |                   |